# Threshold (banda)
Threshold es un grupo de metal progresivo de origen inglés, formado en la ciudad de Surrey a finales de 1988. Liderada por el guitarrista Karl Groom, la banda ha tenido varios cambios de alineación durante su carrera, siendo Groom el único de los fundadores que aún sigue activo en la banda. En noviembre del 2022 lanzaron Dividing Lines, su décimo segundo trabajo de estudio, a través del sello Nuclear Blast. 

## Historia
Threshold comienza su carrera en 1988 haciendo versiones de grupos como Ratt y Testament. Tras unos años tocando juntos, comenzaron a componer sus propias canciones, y en 1992 hicieron su primera grabación, Intervention, con Damian Wilson como vocalista. 

Sacaron su álbum de debut, Wounded Land, en 1993, cuyo nombre y algunas de sus canciones estaban basados en la novela del mismo nombre de Stephen R. Donaldson.
Incapaz de continuar en Threshold por otras responsabilidades, Damian Wilson deja el grupo, y el segundo disco, titulado Psychedelicatessen y lanzado en 1994, tuvo como cantante a Glynn Morgan. Al año siguiente a la salida del álbum el grupo hace una gira por toda Europa, y en el transcurso de ésta graban el disco en directo Livedelica.

Tras la gira, la banda se toma un tiempo de descanso, en el que se van el batería Jay Micciche y el cantante Glynn Morgan. Recuperan entonces a Damian Wilson y, en 1997, graban Extinct Instinct y comienzan otra gira, con Johanne James, su actual batería. 

En 1998 el cantante Damian Wilson vuelve a abandonar la banda, y es sustituido por Andrew "Mac" McDermott, que sigue con ellos hoy en día. Graban el álbum Clone.

En 2001 lanzan Hypothetical Durante la gira que siguió al disco, en 2003 graban el doble DVD Critical Energy, lanzado en 2004. 

 En el disco Dead Reckoning, lanzado en 2007, incorporan por primera vez ciertos elementos de Death metal, como los llamados "growls" a algunas canciones. En una entrevista a Threshold no se considera una banda cristiana dicho textualmente así " Nosotros siempre intentamos mirar el mundo desde ángulos diferentes. A veces a través de la ciencia, a veces a través de religión, a veces a través de filosofía. Threshold no se considera como "banda cristiana" pero hay a veces puntos de vista cristianos que se vuelven parte de nuestra música. Uno de nuestros fans me escribió el año pasado para decirnos que nuestro tema "Light And Space" lo convenció a que creyera en Dios. Yo no te citaré la letra, pero si alguno está interesado pueden encontrarla en nuestro álbum del 2001 llamado "Hypothetical". Es bueno saber que nuestras letras a veces hagan a las personas pensar".  Archivado el 4 de marzo de 2016 en Wayback Machine.
Su disco de estudio llamado "March of progress" (2012),cuenta nuevamente con Damian Wilson en sus filas y tuvo muy buena repercusión de los críticos y fanes, así como su último disco de estudio llamado "For The Journey".
En febrero del 2017, Pete Morten abandona la banda para concentrarse en sus propios proyectos.
En marzo del mismo año, Threshold anuncia que dejarán de contar con la participación de Damian Wilson. La banda indicó que empezarán "un nuevo capitulo sin él", lo cual tomó por sorpresa al propio Wilson, pero aclaró que respeta tal decisión. Glynn Morgan, vocalista de la banda entre 1994 y 1996, reemplazó a Wilson en el siguiente álbum de la banda, Legends of the Shires, lanzado en septiembre de 2017.
El 18 de noviembre de 2022 la banda lanza Dividing Lines, su décimo segundo trabajo de estudio, bajo el sello Nuclear Blast.

## Miembros
- Glynn Morgan – voz (1993–1996, 2017–presente), guitarra rítmica (2017-presente)
- Karl Groom – guitarra líder (1988–presente)
- Steve Anderson – bajo (2003–presente)
- Richard West – teclados (1992–presente)
- Johanne James – batería (2000–presente)

### Miembros pasados
- Nick Midson – guitarra rítmica (1988–2006)
- Jon Jeary – voz (1988–1992), bajo, guitarra acústica (1990–2003)
- Tony Grinham – batería (1988–1993)
- Pete Crawford – bajo (1989–1990)
- Ian Bennett – bajo (1988–1989)
- Nick Harradence – batería (1993–1994)
- Jay Micciche – batería (1994–1996)
- Mark Heaney – batería (1996–2000)
- Andrew "Mac" McDermott – voz (1998–2007, fallece el 2011)
- Pete Morten – guitarra rítmica (2007–2017)
- Damian Wilson – voz (1992–1993, 1996–1998, 2007–2017)

## Discografía

### Álbumes de estudio
- Wounded Land (1993)
- Psychedelicatessen (1994)
- Extinct Instinct (1997)
- Clone (1998)
- Hypothetical (2001)
- Critical Mass (2002)
- Subsurface (2004)
- Dead Reckoning (2007)
- March Of Progress (2012)
- For The Journey (2014)
- Legends of the Shires (2017)
- Dividing Lines (2022)

### Álbumes en directo
- Livedelica (1995) – también se incluye en la Edición Especial de Psychedelicatessen
- Concert in Paris (2002)
- Critical Energy (2004, 2CDs) – también se incluye en la Edición Especial del DVD que contiene 2 CD
- Surface to Stage (2006) – también relanzado en el 2021 con 2 CD en la Edición Expandida que contiene canciones extra.
- European Journey (2015)
- Two-Zero-One-Seven (2018)